# Erwin Köhler (Politiker, 1995)
Erwin Köhler (* 6. Juni 1995 in Heilbronn) ist ein deutscher Politiker (Bündnis 90/Die Grünen). Er erreichte bei der Landtagswahl in Baden-Württemberg 2021 das Direktmandat im Landtagswahlkreis Eppingen.

## Leben
Köhler wurde in Heilbronn-Neckargartach als Sohn einer bosnischen Mutter und eines deutschen Vaters geboren und wuchs in Lauffen am Neckar auf. 2011 machte er die mittlere Reife in Lauffen und 2015 das Abitur am sozialwissenschaftlichen Gymnasium in Heilbronn. Anschließend studierte er von 2017 bis 2021 Kunst- und Kulturmanagement in Karlsruhe. Er arbeitete als Dozent und Musiklehrer an der Volkshochschule Heilbronn.
2011 nahm er zusammen mit Daniela Gruber an der Castingshow The Voice of Germany teil.

## Politik
Er ist seit 2009 in Lauffen am Neckar in der Kommunalpolitik tätig, zunächst als Mitglied des Jugendrats. Seit 2014 gehört er für Bündnis 90/Die Grünen dem Lauffener Gemeinderat an und saß dem Grünen Ortsverband Neckar-Schozach von 2017 bis 2021 vor.
Bei der Landtagswahl in Baden-Württemberg 2021 trat er im Landtagswahlkreis Eppingen als landesweit jüngster Kandidat seiner Partei an und erlangte dabei das Erstmandat.
Seine politischen Schwerpunkte sind Kunst und Kultur, Jugendpolitik, Inklusion, Naturschutz sowie Landwirtschaft. Im Landtag ist er kulturpolitischer Sprecher, jugendpolitischer Sprecher und Sprecher für Seniorinnen und Senioren der Grünen-Fraktion.